# Милеџвил (Тенеси)
Милеџвил (енгл. Milledgeville) град је у америчкој савезној држави Тенеси.

## Демографија
По попису из 2010. године број становника је 265, што је 22 (-7,7%) становника мање него 2000. године.
| Група             | 2000.       | 2010.       |
| Белци             | 283 (98,6%) | 248 (93,6%) |
| Афроамериканци    | 0 (0,0%)    | 7 (2,6%)    |
| Азијати           | 0 (0,0%)    | 1 (0,4%)    |
| Хиспаноамериканци | 0 (0,0%)    | 6 (2,3%)    |
| Укупно            | 287         | 265         |